# Перенівка
Пере́нівка — село в Україні, у Рогатинській міській громаді Івано-Франківського району Івано-Франківської області.

## Географія
Селом тече струмок Коси.

## Історія
У 1939 році в селі проживало 210 мешканців (190 українців і 20 латинників). Утворене в 1979. До 2020 орган місцевого самоврядування — Підвинянська сільська рада. Площа села становить 4,325 км²; кількість населення станом на 2001 рік — 163 особи. Поштовий індекс — 77000. У селі є церква Святого апостола Петра, збудована 1881 року.
12 червня 2020 року, відповідно до Розпорядження Кабінету Міністрів України  № 714-р «Про визначення адміністративних центрів та затвердження територій територіальних громад Івано-Франківської області», увійшло до складу Рогатинської міської громади.
19 липня 2020 року, в результаті адміністративно-територіальної реформи та ліквідації Рогатинського району, село увійшло до складу новоутвореного Івано-Франківського району.

## Населення

### Мова
Розподіл населення за рідною мовою за даними перепису 2001 року:
| Мова       | Кількість | Відсоток |
| ---------- | --------- | -------- |
| українська | 162       | 99.39%   |
| російська  | 1         | 0.61%    |
| Усього     | 163       | 100%     |